# Schloss Wiespach

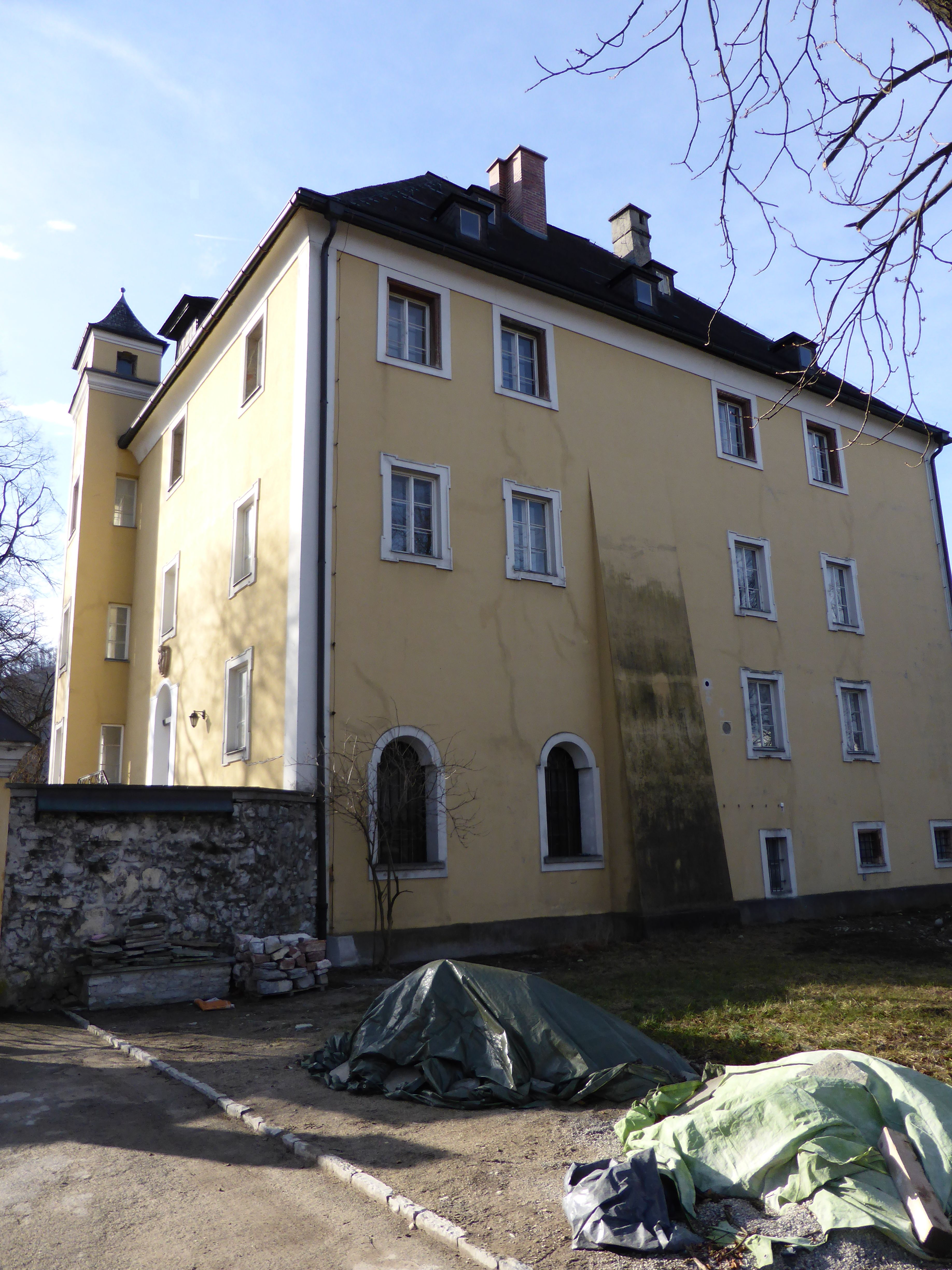
Schloss Wiespach

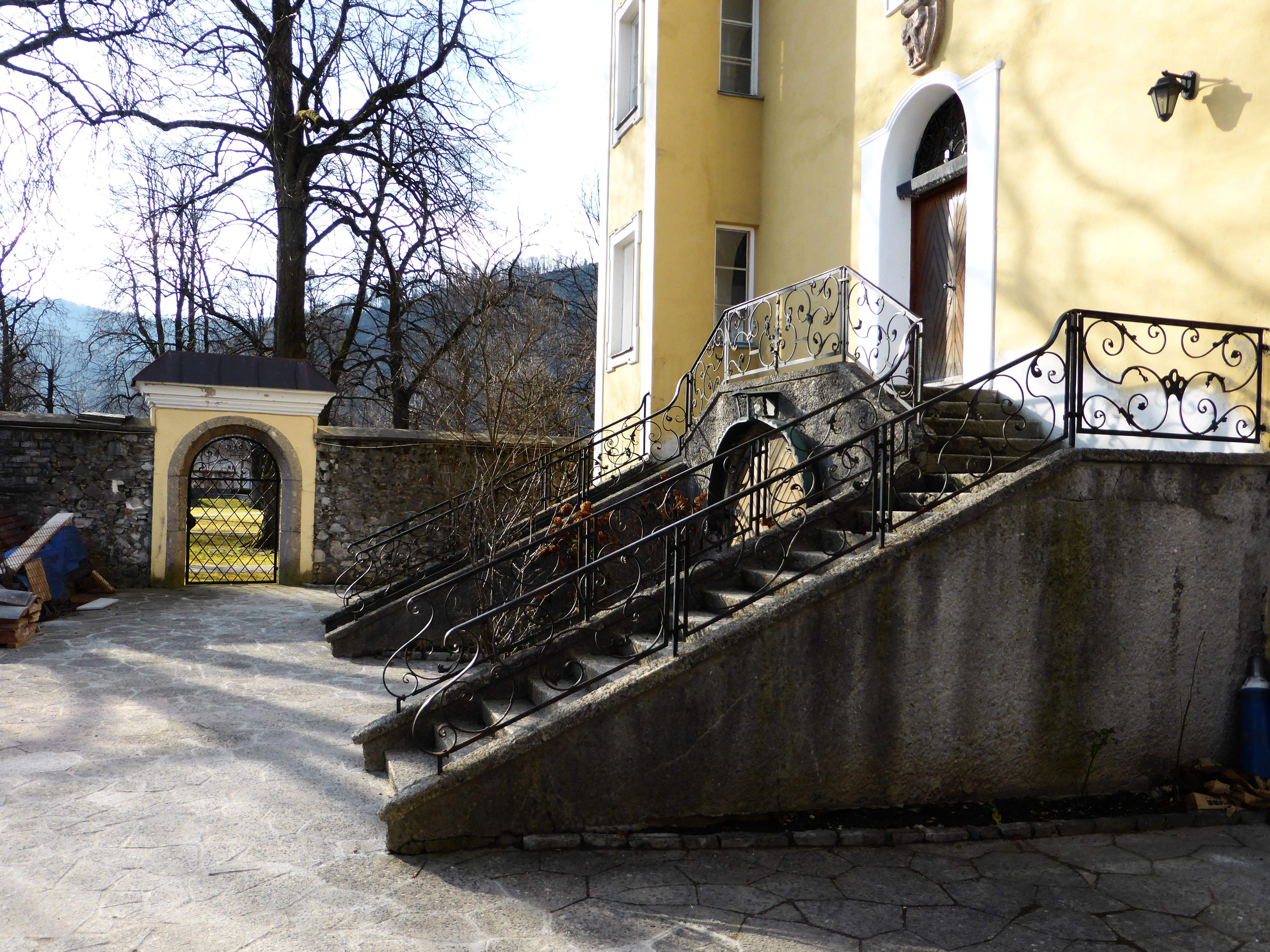
Schloss Wiespach – Freitreppe

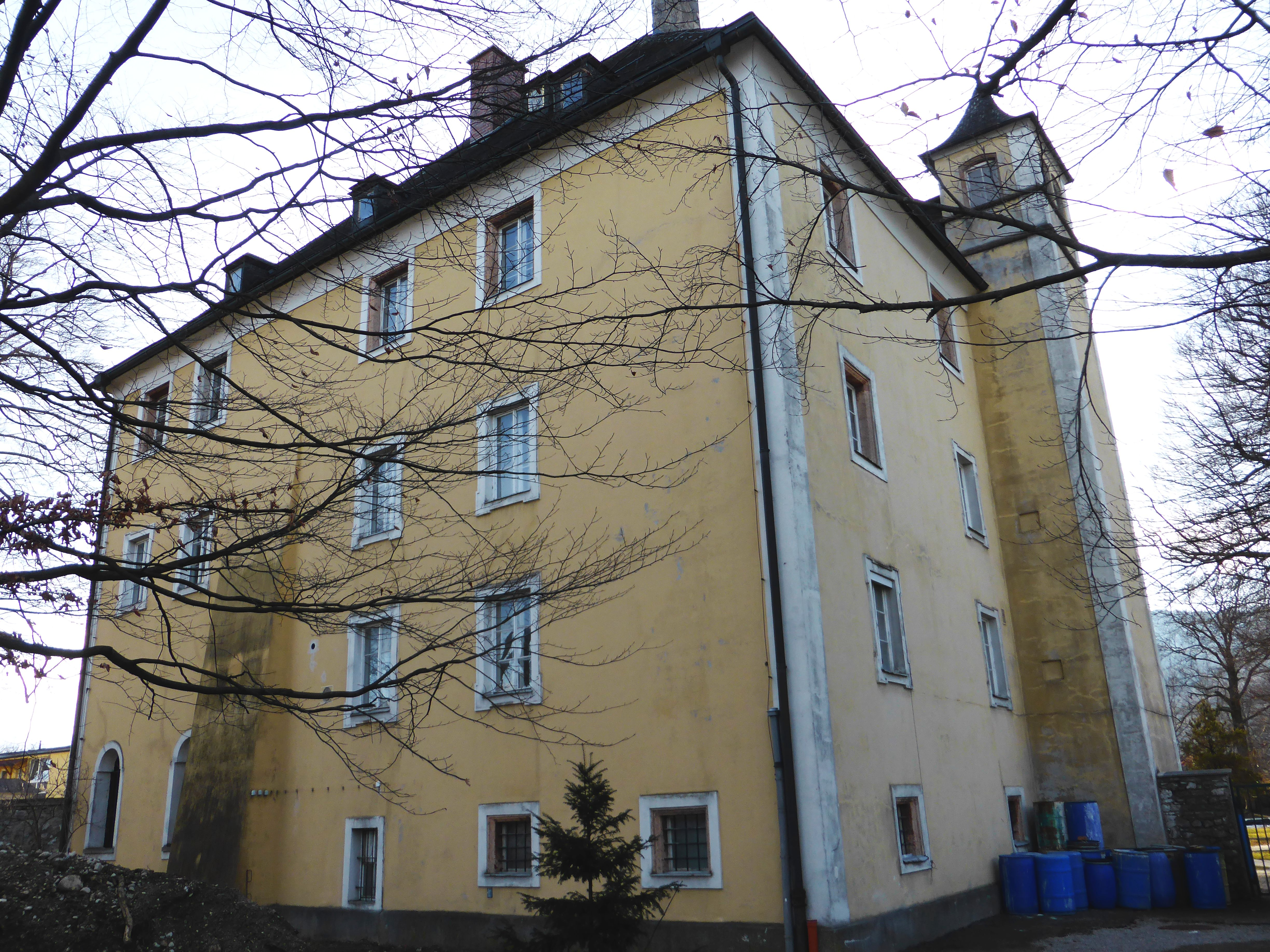
Schloss Wiespach – Seitenansicht

Schloss Wiespach ist eine Schlossanlage in Neualm, einem Stadtteil von Hallein, im Land Salzburg in Österreich. Das Schloss steht unter Denkmalschutz (Listeneintrag).

## Architektur
Das Gebäude ist eine Niederungsburg, die auf das Hochmittelalter zurückgeht. Der gotische Vorgängerbau, ein Wehrturm, wurde vermutlich um 1300 als Sitz der Herren von Wiespach erbaut. Im 15. Jahrhundert erfolgte ein Um- oder Neubau durch Georg Kölderer. Nach 1600, unter Marx von Gils, erhielt der Bau seine heutige, frühbarocke Fassade.
Das Gebäude ist zweigeschoßig in quadratischer Ansitzform angelegt, mit hohem Walm-Pyramidendach, einem außermittigen Risalittürmchen neben dem Hauptportal mit zweiflügelig-zweiläufiger Freitreppe mit Halbpodesten, und einem zweiten Türmchen an der Rückfront.
Im Inneren finden sich Hallen in Tonnengewölbe mit Stichkappen, die Vorhalle auch mit Kreuzgratgewölbe auf Mittelpfeilern aus Konglomerat, in den Obergeschoßen Deckenstuck.
Im Erdgeschoß des Hauptbaues ist in Ecklage eine Schlosskapelle untergebracht, die ins Jahr 1607 datiert, und als 2-jochige Stichkappentonne mit Gurtbögen ausgeführt ist. Die Wand zeigt sich in einer Renovierung des späten 18. Jahrhunderts, mit Doppelpilastergliederung und eingeschoßiger Empore. Der Altaraufbau ist spätbarock (1. Hälfte 18. Jahrhundert), das Hauptblatt ist eine Darstellung des Blutes Christi, das Oberbild ein hl. Dionysius von unbekannter Hand.

## Geschichte
Die Herren von Wiespach, Wißbach oder Wispeck, ein Rittergeschlecht, sind erstmals 1167 mit einem Hainricus de Wispach, und bis in die 1370er nachweisbar. Anfangs einfache Ministerialität waren sie als Erbkämmerer des Erzstifts Salzburg zu den bedeutendsten Adelsfamilien im Salzburger Land aufgestiegen. Die Familie erlosch in der zweiten Hälfte des 16. Jahrhunderts.
Die Burg ist 1434 urkundlich ersterwähnt, aber deutlich älter.
Im 1434 ging die Herrschaft – Georg von Wispeck war auf Burg Velburg umgezogen – als Lehen an einen Veit Aschacher und wurde 1476 dem Pongauer Gewerken Georg Kölderer von Hoch übergeben.
Paul Rettinger von Wiespach und Radeck, fürsterzbischöflicher Leibarzt, vermutlich aus Nördlingen stammend, übernahm 1555 das Schloss, ihm folgte sein Sohn, Martin Herkules Rettinger von Wiespach, nachmalig Fürstbischof zu Lavant, dann die Tochter Benigna Rettinger.
1570 findet sich der Salzburger Stadtrichter Stephan Frankmann von Ochsenfeld am Sitz, 1601 sein Stiefsohn Marx von Gils, erzbischöflicher Kuchelmeister und Pfleger von Glanegg, der das Schloss in sein heutiges Erscheinungsbild versetzte.
Johann Christof Pauernfeind von Eyß kauft das Gut Wiespach 1647,
1660 ging es in Besitz der Staudacher von Wispach,
namentlich seinen Schwiegersohn Baltasar († 18. April 1684), Salzburger Hofkanzler 1681–1684?, und dessen Brüder Elias und Franz Staudacher von Wispach.
Paris Ignaz, ein Enkel des Franz, verkaufte es 1760 an Leopold Graf von Pranckh, selbiger 1768 an Franz Friedrich Freiherrn von Negri. 1816 wurde das Schloss versteigert. 1878 erwarb Daniel Graf Esterházy den Besitz, 1926 die Familie Steinbacher.
1958 ging das Haus in das Eigentum der Stadtgemeinde Hallein über, die dort nebenan ein Schwimmbad errichtete und bis 2006 eine Jugendherberge mit dem Verein Jugend- und Familiengästehäuser betrieb.
2010 wurde es vom Ehepaar Gabriela und Claus Spruzina, Präsident der Notariatskammer Salzburg, übernommen, geplant ist, ein „Haus der Kunst“ mit Galerie, Künstlercafé und Ateliers einzurichten.